# 감천초등학교 옥천분교
감천초등학교 옥천분교는 대한민국 경상북도 예천군 보문면 옥천리 235에 있었던 공립 초등학교이다.

## 연혁
- 1949년 11월 1일 보문국민학교 옥천분실 개설
- 1955년 9월 19일 옥천국민학교 설립인가
- 1995년 9월 1일 보문초등학교 소속 분교장으로 격하
- 1999년 9월 1일 감천초등학교로 편입
- 2002년 3월 1일 병설유치원 폐원
- 2008년 3월 1일 폐교